# Kuhn Groep
De Kuhn Groep is een van oorsprong Frans bedrijf, gevestigd te Saverne. Er worden diverse soorten landbouwmachines geproduceerd.

## Geschiedenis
Het bedrijf werd opgericht in 1828 door Joseph Kuhn, een plaatselijke smid die weegtoestellen ging vervaardigen. In 1864 ging hij ook dorsmachines produceren en in Saverne werd een fabriek voor landbouwwerktuigen opgericht. Hier werd ook een ijzergieterij in werking gesteld.
Ten gevolge van de Frans-Duitse Oorlog was het van 1871 tot 1918 een Duits bedrijf. Daarna werd het weer Frans. In 1928, bij het 100-jarig jubileum, bedroeg de productie reeds 1000 dorsmachines per jaar. Aanvankelijk werden deze vooral in de Elzas afgezet.
Na de Tweede Wereldoorlog ging het verzwakte bedrijf weer verder, en in 1946 vond men samenwerking met het Zwitserse bedrijf Bucher-Guyer. Het bedrijf groeide snel en in de jaren 70 van de 20e eeuw werden de door Kuhn geproduceerde machines over de gehele wereld geëxporteerd. In 1970 werd de miljoenste machine afgeleverd.
In 1987 werd Huard, een fabrikant van ploegen, overgenomen. Buitenlandse werkmaatschappijen werden opgericht. In 1990 volgde de overname van Matelest Diffusion, een fabrikant van tuingereedschappen. Dit heet tegenwoordig: Puissance Verte). In 1993 volgde Audureau, dat voermengwagens, stro- en kuilvoersnijders vervaardigde. In 1996 werd Kuhn-Nodet, een fabrikant van zaaimachines en veldspuiten, aan het bedrijf toegevoegd. In 2002 volgde het Amerikaanse Knight Manufacturing Corp., dat voermengwagens en mestverspreiders leverde. In 2008 volgden enkele belangrijke overnames: Het Franse Blanchard, een fabrikant van veldspuiten, en de fabriek van Kverneland te Geldrop. In de Geldropse fabriek worden balenpersen, wikkelaars, trommelmaaiers en maïshakselaars geproduceerd.

## Bedrijf
In 2013 had het bedrijf ongeveer 4.700 werknemers in dienst en produceerde jaarlijks ongeveer 65.000 landbouwmachines. Fabrieken vindt men in Frankrijk, Nederland, de Verenigde Staten en Brazilië, terwijl er wereldwijd een groot aantal vestigingen zijn.